# Franz Popp (Jurist)
Franz Popp (* 18. September 1865 in Heidelberg; † 6. Dezember 1934 ebenda; katholisch) war ein seit 1900 im badischen Staatsdienst stehender Jurist und Landrat.

## Familie
Franz Popp war der Sohn des Franz Popp (* in Hardheim), Kaufmann aus Heidelberg, und der Charlotte Luise, geborene Braun, aus Heidelberg. Er heiratete am 17. März 1898 in Engen Hortensa Laura geborene Dürrhammer (* 8. Januar 1878 in Engen; † 7. Mai 1964 in Freiburg im Breisgau), Tochter des Privatiers und Gemeinderates Theodor Dürrhammer und der Maria, geborene Roos.

## Ausbildung
Von 1888 bis 1889 war Popp Einjährig-Freiwilliger beim 2. Badischen Grenadier-Regiment „Kaiser Wilhelm I.“ Nr. 110.
Nach dem Studium der Rechtswissenschaften an der Universität Heidelberg wurde er nach dem ersten Staatsexamen am 25. April 1892 zum Rechtspraktikanten ernannt. Nach der zweiten juristischen Staatsprüfung wurde er am 15. Juni 1895 Referendar. Während seines Studiums wurde er 1888 Mitglied der schwarzen Verbindung und späteren Burschenschaft Vineta Heidelberg.

## Laufbahn
Franz Popp wurde am 31. Mai 1900 Amtmann beim Bezirksamt Durlach und danach ab dem 17. Juli 1902 beim Bezirksamt Heidelberg. Am 28. April 1905 wurde er zum Bezirksamt Bonndorf versetzt, wo er am 7. Dezember des gleichen Jahres zum Oberamtmann befördert wurde. Am 14. September 1911 trat er die Stelle des Amtsvorstandes beim Bezirksamt Achern an, wo er am 28. Dezember 1917 zum Geheimen Regierungsrat ernannt wurde. Zum 1. April 1924 wurde er zum Bezirksamt Oberkirch und danach am 1. Oktober 1927 zum Bezirksamt Ettlingen versetzt, wo er nun die neue Amtsbezeichnung Landrat führte. Zum 1. Januar 1931 erfolgte die Versetzung in den Ruhestand.

## Auszeichnungen
- 1912 Ritterkreuz 1. Klasse des Zähringer Löwen-Ordens
- 1916 Badisches Kriegsverdienstkreuz
- 1918 Preußisches Verdienstkreuz für Kriegshilfe
- Badische Jubiläumsmedaille
- Bayerische Landwehr-Dienstauszeichnung 2. Klasse